# Джексон Тауншип (округ Гантінгдон, Пенсільванія)
Джексон Тауншип (англ. Jackson Township) — селище (англ. township) в США, в окрузі Гантінгдон штату Пенсільванія. Населення — 859 осіб (2020).

## Демографія
Згідно з переписом 2010 року, у селищі мешкали 872 особи в 355 домогосподарствах у складі 258 родин. Було 702 помешкання
Расовий склад населення:
| - 99,0 % — білих - 0,3 % — чорних або афроамериканців - 0,1 % — корінних американців |

До двох чи більше рас належало 0,5 %. Частка іспаномовних становила 0,1 % від усіх жителів.
За віковим діапазоном населення розподілялося таким чином: 21,2 % — особи молодші 18 років, 61,7 % — особи у віці 18—64 років, 17,1 % — особи у віці 65 років та старші. Медіана віку мешканця становила 45,0 року. На 100 осіб жіночої статі у селищі припадало 104,7 чоловіків;  на 100 жінок у віці від 18 років та старших — 102,1 чоловіків також старших 18 років.
Середній дохід на одне домашнє господарство  становив 71 337 доларів США (медіана — 58 571), а середній дохід на одну сім'ю — 78 836 доларів (медіана — 67 292). Медіана доходів становила 40 417 доларів для чоловіків та 34 500 доларів для жінок. За межею бідності перебувало 3,9 % осіб, у тому числі 3,7 % дітей у віці до 18 років та 2,8 % осіб у віці 65 років та старших.
Цивільне працевлаштоване населення становило 447 осіб. Основні галузі зайнятості: освіта, охорона здоров'я та соціальна допомога — 28,6 %, будівництво — 13,4 %, сільське господарство, лісництво, риболовля — 11,9 %.